# ويليام ألكسيس
ويليام ألكسيس (بالفرنسية: Guillaume Alexis)‏ هو موظف ديني ‏ وكاتب وشاعر فرنسي، ولد في 1425، وتوفي في 1486.